# Janika
Janika je žensko osebno ime.

## Izvor imena
Ime Janika je različica ženskega osebnega imena Jana.

## Pogostost imena
Po podatkih Statističnega urada Republike Slovenije je bilo na dan 31. decembra 2007 v Sloveniji število ženskih oseb z imenom Janika: 17.